# Bugarret
Le Bugarret ou ruisseau de la Bat Barrada est un ruisseau qui traverse le département des Hautes-Pyrénées et un affluent droit du gave de Pau, dans sa partie encore appelée gave de Gavarnie, dans le bassin versant de l'Adour.

## Géographie
D'une longueur de 11,6 kilomètres, il prend sa source sur la commune de Luz-Saint-Sauveur (Hautes-Pyrénées), au pied du pic Long, à l'altitude 2 620 mètres.
Il coule du sud-est vers le nord-ouest et se jette dans le gave de Pau à Gèdre (Pyrénées-Atlantiques), au lieu-dit Pragnères, à l'altitude 910 mètres.

### Communes et département traversés
Dans le département des Hautes-Pyrénées, le Bugarret traverse deux communes et un canton : dans le sens amont vers aval : Luz-Saint-Sauveur (source) et Gèdre (confluence).
Soit en termes de cantons, le Bugarret prend source et conflue dans le canton de Luz-Saint-Sauveur.

## Affluents
Le Bugarret a trois affluents référencés sur Gèdre :
- le ruisseau d'Espade (rg), 2 km ;
- le ruisseau de Dégourade (rg), 1,6 km ;
- le ruisseau de Diauzède (rg), 1,3 km.